# Derrick Green
Derrick Green, né Derrick Leon Green, est un chanteur et musicien de hardcore américain, né le 20 janvier 1971 à Cleveland, dans l'Ohio.
Il est actuellement le chanteur du groupe de thrash/death metal brésilien Sepultura depuis 1997, quand il a remplacé Max Cavalera qui a quitté le groupe. AllMusic dit à propos du chanteur : "Il fut un temps où l'idée d'enregistrer Sepultura sans Max Cavalera semblait impensable. Mais Derrick Green s'est avéré être un très bon remplaçant".

## Biographie
Né à Cleveland, Ohio, Derrick commence avec le groupe Outface (en), Krop Acid et de nombreux autres groupes hardcore dont Alpha Jerk qui fut son dernier groupe.
Il finit par rejoindre en 1997 le célèbre groupe de thrash metal Sepultura.
Derrick Green se déclare aujourd'hui végan, après avoir été végétarien depuis 1986.
Sa sœur Renée Green est une célèbre artiste américaine.

## Discographie
- Outface - Friendly Green (1996)
- Sepultura - Against (1998)
- Biohazard - Uncivilization (2000)
- Sepultura - Nation (2001)
- Sepultura - Revolusongs (2002)
- Sepultura - Roorback (2003)
- Sepultura - Live in São Paulo (2005)
- Sepultura - Dante XXI (2006)
- Sepultura - A-Lex (2009)
- « Musica Diablo »(Archive.org • Wikiwix • Archive.is • Google • Que faire ?) (consulté le 13 avril 2013) - Untitled (2009)
- Sepultura - Kairos (2011)
- Sepultura - The Mediator Between Head and Hands Must Be the Heart (2013)
- Sepultura - Machine Messiah (2017)
- Sepultura - Quadra (2020)